# 松原聡
松原 聡（まつばら さとる、1954年11月 - ）は、日本の経済学者。専門は経済政策学。東洋大学教授。博士（経済学）（筑波大学、1996年）。
民主党政権下で厚生労働省（長妻昭大臣）独立行政法人・公益法人等整理合理化委員会委員。

## 略歴
東京都生まれ。桐朋中学校・高等学校卒業。1979年　筑波大学第一学群社会学類卒業
1984年　筑波大学大学院社会科学研究科経済学専攻博士課程退学。
1984年　東海大学政治経済学部助手。1986年　東海大学文明研究所講師。1994年　東洋大学経済学部助教授。
1996年　東洋大学経済学部総合政策学科教授。
2007年10月　郵便事業株式会社取締役（2009年9月まで）。2013年　日本経済政策学会常務理事（2013-2015年度）。
2015年4月　東洋大学副学長（2020年3月まで）。2016年　東洋大学グローバル・イノベーション学研究センター副センター長。（2021年6月3日現在は「研究員」）

## その他の役職
- 小泉純一郎元首相の有力な政策ブレーンの一人。「郵政三事業の在り方について考える懇談会」委員、特殊法人情報公開検討委員会参与（旧総務庁）などを歴任、竹中平蔵総務大臣兼郵政民営化担当大臣との親交も深く、総務省の「通信・放送の在り方に関する懇談会」の座長に就任しデジタル放送の移行に伴うNHKのBS1、BS2、BS hi三局の再編に寄与した。一時期テレビ出演が多くなり、特に田原総一朗の「サンデープロジェクト」への出演を通じて小泉・竹中改革や郵政民営化の旗振り役の一人となった。ミルトン・フリードマンを信奉している。[要出典]
- NPO法人マニフェスト評価機構理事長
- 郵便事業株式会社社外取締役（後に解任）
- 日本公共政策学会会長（2010年6月[8] - 2012年6月[9]）
- 武雄市図書館デジタル化推進協議会会長[10]
- 武雄市ICT教育推進協議会委員長[11]（座長[12]とも）
- 武雄市スマイル学習（反転授業）検証研究会代表[13]
- 武雄市特別顧問[14]

## 著書
- 『人口減少時代の政策科学』 岩波書店、2004年2月。ISBN 9784000270427[15]
- 『90ページでもわかる日本経済』 サンマーク出版、2003年。
- 『なぜ日本だけが変われないのか―ポスト構造改革の政治経済学』 ダイヤモンド社、2002年6月。ISBN 9784478231227
- 既得権の構造―「政・官・民」のスクラムは崩せるか』 PHP研究所、2000年9月。ISBN 9784569612959
- 『IT革命が見る見るわかる』 サンマーク出版、2000年4月。ISBN 9784763193162
- 『民営化と規制緩和―転換期の公共政策』 日本評論社、1991年4月。ISBN 9784535579460[16]
- 『超ダイジェスト これならわかる!「郵政民営化」』 中央経済社、2005年11月。ISBN 9784502595301

## テレビ・ラジオ出演
- 『サンデープロジェクト』（テレビ朝日系、コメンテーター、2006年3月まで。）
- この他、郵政民営化の推進者としてテレビにたびたび出演。
- 『FNNスーパーニュースアンカー』（関西テレビ、ゲストコメンテーター）